# Artidônio Ramos Fortes
Artidônio Ramos Fortes é um advogado brasileiro.
Casou com Ondina Barreiros Fortes.
Nas eleições de 1962 foi candidato a deputado estadual para a Assembleia Legislativa de Santa Catarina, pelo Partido de Representação Popular (PRP), obtendo 1.082 votos. Ficando na posição de 6º suplente de seu partido, foi convocado e tomou posse na 5ª Legislatura (1963-1967).